# Babiana confusa
Babiana confusa är en irisväxtart som först beskrevs av Gwendoline Joyce Lewis, och fick sitt nu gällande namn av Peter Goldblatt och John Charles Manning. Babiana confusa ingår i släktet Babiana och familjen irisväxter. Inga underarter finns listade i Catalogue of Life.